# Bollebygds socken
Bollebygds socken i Västergötland ingick i Bollebygds härad, ingår sedan 1995 i Bollebygds kommun och motsvarar från 2016 Bollebygds distrikt.
Socknens areal är 182,57 kvadratkilometer varav 165,28 land. År 2000 fanns här 6 732 invånare.  Tätorterna Hultafors, Olsfors och Bollebygd med sockenkyrkan Bollebygds kyrka ligger i socknen.   

## Administrativ historik
Socknen har medeltida ursprung.
Vid kommunreformen 1862 övergick socknens ansvar för de kyrkliga frågorna till Bollebygds församling och för de borgerliga frågorna bildades Bollebygds landskommun. Landskommunen inkorporerade 1952 Töllsjö landskommun och uppgick 1974 i Borås kommun ur vilken 1995 denna del utbröts som en del av en nybildad Bollebygds kommun.
1 januari 2016 inrättades distriktet Bollebygd, med samma omfattning som församlingen hade 1999/2000.
Socknen har tillhört län, fögderier, tingslag och domsagor enligt vad som beskrivs i artikeln Bollebygds härad. De indelta soldaterna tillhörde Älvsborgs regemente, Marks kompani.

## Geografi
Bollebygds socken ligger väster om Borås kring Nolån och Sörån med Västra och Östra Nedsjön i väster. Socknen har odlingsbygd i ådalarna och är i övrigt en höglänt skogsbygd med myrmarker.

## Fornlämningar
Ett 20-tal boplatser och lösfynd från stenåldern är funna. Från bronsåldern finns spridda gravrösen. Från järnåldern finns en gravhög vid Hulta, kallad Kung Balles hög.

## Namnet
Namnet skrevs 1255 Ballabu och kommer från kyrkbyn. Efterleden är by, 'gård; by'. Förleden innehåller bal, 'stor' och kan ursprungligen ha avsett sjön Ballasjön.

## Kända personer
- Från Sandhult och Bollebygd kom de så kallade Sandhultsbyggmästarna, som mellan 1804 och 1883 uppförde ett stort antal kyrkor i Göteborgs och Skara stift.[10]